# Generatieschip
Een generatieschip is een fictief ruimtevaartuig uit sciencefictionverhalen. Het is een interstellair ruimteschip dat de natuurkundige wetten volgt en dus een relatief lage snelheid heeft, meestal maar een fractie van de lichtsnelheid. Omdat een dergelijk schip honderden of duizenden  jaren over de reis naar een andere ster doet en natuurlijk onderweg niet bevoorraad kan worden, is het noodzakelijk dat een generatieschip volledig zelfvoorzienend is: niet alleen wat energie-, lucht-, water- en voedselvoorziening betreft, maar ook wat betreft de bemanning. Daarom moet een generatieschip een evenwichtige en redelijk grote bemanning hebben met voldoende leden van beide seksen, zodat er genoeg nakomelingen worden geproduceerd voor de volgende generatie bemanningsleden; vandaar dan ook de naam generatieschip.

## Realiteit en bezwaren
Hoewel generatieschepen nog niet werkelijk bestaan, is het met de huidige stand van techniek zeker mogelijk generatieschepen te bouwen, en op dit moment is dit ook de enige transportmogelijkheid voor interstellaire ontdekkingsreizigers.
Natuurlijk zijn er talloze praktische bezwaren: een dergelijk schip zou een extreem hoge kostprijs hebben, het zou zeer moeilijk zijn om ruzies of zelfs oorlogen gedurende al die jaren te vermijden en zelfs wanneer na al die jaren een andere ster zou worden bereikt, is het maar de vraag of daar een planeet is te vinden waarop leven mogelijk is (dit bezwaar is sinds enige tijd minder van toepassing sinds er exoplaneten zijn ontdekt in de bewoonbare zone rond diverse sterren). Ook het contact met de Aarde zou moeizaam verlopen, vanwege de steeds verder oplopende vertraging, naarmate het schip zich verder van de Aarde verwijdert. Een ander probleem is dat het zeer waarschijnlijk is dat in de eeuwen nadat het oorspronkelijke schip is vertrokken er op Aarde een snellere voortstuwing wordt uitgevonden, waardoor nieuwere schepen die later zijn vertrokken toch eerder aankomen.

## Generatieschepen in sciencefiction
De term generatieschip werd in 1929 uitgevonden door de Ierse schrijver John Desmond Bernal in zijn boek The World, The Flesh, & The Devil. Andere boeken waarin generatieschepen een belangrijke rol spelen:
- 1958 - Brian Aldiss  - Non Stop (Starship (Non-Stop))
- 1963 - Robert A. Heinlein - Verdwaald tussen de sterren (Orphans of the Sky)
- 1969 - Harry Harrison - (Captive Universe)
- 1972 - Arthur C. Clarke - Rendez-vous met Rama (Rendezvous with Rama)
- 1985 - Greg Bear - (Eon)
- 1989 - Isaac Asimov - (Nemesis)
- 1993 - Gene Wolfe - (The Book of the Long Sun)
- 2004 - Stephen Baxter - (Mayflower II)
- 2009 - Toby Litt - (Journey into Space)
- 2015 - Kim Stanley Robinson - (Aurora)

Ook in televisieseries komen generatieschepen voor. Enkele voorbeelden:
- De sciencefictionserie Firefly speelt zich af in een sterrenstelsel waarvan de planeten oorspronkelijk werden bevolkt door de afstammelingen van de bemanningen van generatieschepen.
- In de sciencefictionserie Star Trek kwamen ook enkele generatieschepen voorbij: het Kelvan Multi-Generation Ship in de TOS-aflevering By Any Other Name, in For the World Is Hollow and I Have Touched the Sky (ook TOS) en in The Disease uit Star Trek: Voyager.